# میکائیل چامچیان
میکائیل وارداپت چامچیان (ارمنی: Միքայել վարդապետ Չամչյան؛ زادهٔ ۴ دسامبر ۱۷۳۸– درگذشته ۳۰ نوامبر ۱۸۲۳) الهی‌دان، تاریخ‌نگار و زبان‌شناس اهل ارمنستان بود.

## زندگی
وی از اهالی کنستانتینوپل بود. وی در سال ۱۷۵۷ در ونیز به مخیتاریست‌ها پیوست و در سال ۱۷۶۲ «نشان مقدس» را دریافت نمود. به مدت شش سال پیشوای روحانی ارمنیان کاتولیک بصره بود. وی در ۱۷۷۵ به ونیز بازگشت و شاهکارش خویش History of Armenia را تکمیل نمود که در بین سال‌های ۸۶–۱۷۸۴ به چاپ رسید. در سال ۱۷۹۵ وی برای شفا یافتن و سازماندهی مدرسه مخیتاریست‌ها در کنستانتینوپل اقامت گزید. وی در کنستانتینوپل درگذشت و در همان‌جا به خاک سپرده شد.